# Єршаново
Єршаново (словен. Jeršanovo) — поселення в общині Блоке, Регіон Нотрансько-крашка, Словенія. Висота над рівнем моря: 686,5 м.